# 간접점유
간접점유(間接占有)란 타인으로 하여금 물건을 점유하게 하는 민법상 관계를 말한다. 간접점유자는 그 타인(직접점유자)과 동시에 간접점유자도 점유권을 가진다(제194조).

## 요건
1. 타인으로 하여금 물건을 점유하게 하는 관계
2. 점유매개관계는 계약, 법률규정, 국가행위 등에 의해서도 발생
3. 점유매개관계는 반드시 유효한 것일 필요는 없다.
4. 점유매개관계는 중첩적으로 있을 수 있다.

## 대리와 차이점
대리는 법률행위에 대하여만 인정되나 간접점유는 물건에 대한 사실상 지배라는 한정된 범위의 사실행위에만 인정된다.

## 판례

### 종중이 임대차를 점유매개관계로 하여 간접점유를 취득하기 위한 요건
- 종중은 공동선조의 봉제사, 분묘의 수호 및 종원 상호간의 친목도모를 목적으로 하는 종족의 자연적 집단으로서 민법상 인격 없는 사단이므로, 종중이 어떤 부동산에 관하여 임대차를 점유매개관계로 하여 간접점유를 취득하였다고 하기 위하여는 그 임대차관계를 성립시킨 자가 사실상으로나마 종중의 대표기관 내지는 집행기관이거나 그 대리인이어야 하고, 종원이 단지 종중과 무관하게 사인의 자격에서 임대한 것에 불과하다면 그 간접점유의 귀속주체는 어디까지나 그 개인일 뿐 종중이 그를 통하여 당해 부동산을 간접점유하였다고 볼 수 없다.[1]

### 간접점유에 의한 시효취득
제3자를 점유매개자로 하여 농지를 간접적으로 점유하여 온 자는 비록 그가 농민이 아니라고 하더라도 농지를 시효취득할 수 있다

### 간접점유자를 상대로 명도청구 가능
불법점유를 이유로 한 건물명도청구를 하려면 현실적으로 불법점유하고 있는 사람을 상대로 하여야 할 것이나 그렇지 않는 경우에는 간접점유자를 상대로 명도를 청구할 수 있다.

## 참고 문헌
- 이상태, 《물권법》 법원사, 2009. ISBN 9788991512429